# Kaspar Hauser
Kaspar Hauser (30 aprile 1812 – Ansbach, 17 dicembre 1833) fu un giovane tedesco che comparve a Norimberga il 26 maggio 1828, affermando di essere cresciuto in totale isolamento in una cella oscura.
Le affermazioni di Hauser e la sua morte in circostanze poco chiare generarono un acceso dibattito. Fu chiamato il Fanciullo d'Europa (Das Kind von Europa).
Ad oggi, è ritenuto da alcuni una vittima di intrighi dinastici, mentre da altri è considerato un truffatore.

## Biografia

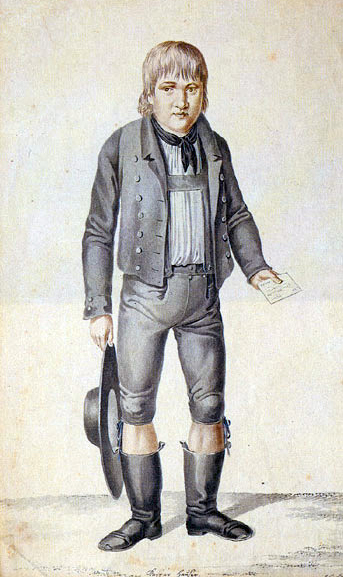
Johannes Mayer, Peter Tradowsky: Kaspar Hauser, Stuttgart 1984, p. 306

Il 26 maggio 1828 comparve all'improvviso in una piazza di Norimberga un ragazzo capace di ripetere solo un nome e alcune parole in dialetto bavarese: «Voglio diventare un cavaliere, come lo era mio padre», e «Cavallo! Cavallo!».
Era inoltre in possesso di due lettere, teoricamente provenienti da diversi mittenti, ma in realtà scritte con la stessa identica grafia.
Nella prima, il mittente sosteneva di essere la madre e forniva una data di nascita (30 aprile 1812), un nome (Kaspar) e identificava il padre morto come un ufficiale del sesto reggimento di cavalleria.
Nella seconda, indirizzata al capitano del locale reggimento di cavalleria, l'autore sosteneva di aver tenuto Kaspar prigioniero fino ad allora, ed esprimeva indifferenza riguardo al suo destino («Prendetelo con voi, oppure impiccatelo»). Sosteneva inoltre di aver insegnato al ragazzo a scrivere, e che per questo motivo i due avessero la stessa grafia. Questo, unito alla grafia identica tra le due lettere, ha portato alcuni a teorizzare che sia stato Hauser stesso a scriverle entrambe.
Portato alla locale stazione di polizia, il ragazzo si mostrò in grado di scrivere il nome "Kaspar Hauser", ma incapace di rispondere ad alcuna domanda.
Alcuni resoconti successivi aggiungono dettagli fantasiosi riguardo a come il ragazzo fosse terrorizzato da ogni rumore, incapace di mentire e addirittura di distinguere una finestra da un quadro. I documenti dell'epoca non menzionano questi dettagli e per contro riferiscono una buona condizione fisica - il ragazzo fu in grado di salire 90 gradini fino alla sua stanza senza problemi e aveva un «colorito salubre». Inizialmente imprigionato nel castello di Norimberga in quanto presunto vagabondo e sospettato di avere una disabilità mentale, il suo parlato migliorò rapidamente e fu in grado di produrre un resoconto sulle sue origini.

### Il racconto di Hauser
Il ragazzo sostenne di aver sempre vissuto in una piccola cella oscura, lunga due metri, larga uno, alta uno e mezzo, in completa solitudine. L'intero arredamento consisteva di un pagliericcio e alcuni giocattoli di legno intagliato (due cavalli e un cane). Ogni giorno si svegliava trovando pane e acqua accanto al letto. Ogni tanto l'acqua aveva un sapore amaro e in quelle occasioni dormiva più profondamente, trovando poi al risveglio i propri capelli tagliati e il pagliericcio cambiato. Sostenne di aver incontrato un essere umano per la prima volta poco prima della sua liberazione, quando un uomo dal volto coperto gli insegnò a camminare e a scrivere il proprio nome, per poi portarlo a Norimberga. 
Questa storia è generalmente ritenuta implausibile dalla medicina moderna; ad esempio, secondo lo psichiatra Karl Leonhard «se avesse veramente vissuto fin dall'infanzia nelle condizioni da lui descritte, avrebbe perlomeno subito un grave e permanente ritardo mentale, o più probabilmente non sarebbe sopravvissuto affatto». All'epoca la reazione della maggioranza fu ben diversa, e Hauser divenne immediatamente una celebrità internazionale. A questo periodo risalgono le prime speculazioni sui suoi nobili natali e la sua presunta relazione con la casata di Baden-Baden.

### Vita a Norimberga, possibile attentato
Hauser venne adottato dalla città di Norimberga e ricevette numerose donazioni, sufficienti al suo mantenimento. Venne affidato a Georg Friedrich Daumer, scrittore e filosofo, preside di una scuola, che oltre a educarlo notò un certo talento per il disegno.
Il 17 ottobre 1829, Hauser fu protagonista del primo di una serie di incidenti poco chiari.
Non presentatosi a pranzo, venne trovato nella cantina, con una ferita sanguinante sulla fronte. Sostenne di essere stato attaccato all'interno della casa da un uomo mascherato che, dopo averlo ferito, lo minacciò: «Morirai se dovessi mai lasciare Norimberga». Nonostante la maschera, Hauser era sicuro si trattasse dello stesso uomo che l'aveva precedentemente tenuto prigioniero. Nessuno a parte Hauser poteva testimoniare l'accaduto, ma era nota a tutti la striscia di sangue che mostrava come Hauser, dopo essere stato ferito in bagno, fosse prima andato nella sua camera per poi, invece di chiamare i suoi guardiani, scendere al piano inferiore e quindi in cantina tramite una botola; un comportamento bizarro per una persona ferita e minacciata di morte, a portata di orecchio dai suoi tutori. Gli scettici ritengono Hauser si sia inflitto una ferita superficiale con un rasoio, poi nascosto in camera, allo scopo di stimolare interesse nella sua storia ed evitare una punizione da parte di Daumer, con cui aveva recentemente litigato per via della sua tendenza a mentire.
Le autorità furono abbastanza allarmate dall'episodio, tanto da chiamare una scorta di polizia e affidarlo alla tutela di un nuovo custode, Johann Biberbach, un'autorità locale. Le speculazioni sulle sue misteriose origini non fecero che intensificarsi dopo questo episodio. Questo cambio di custodia non servì tuttavia a prevenire un ulteriore incidente, il 3 aprile 1830: la scorta si precipitò in camera di Hauser dopo aver sentito un colpo di pistola, trovando il ragazzo svenuto e sanguinante da una ferita superficiale alla testa.
Una volta rinvenuto, Hauser sostenne di aver accidentalmente afferrato una pistola ornamentale appesa al muro nel tentativo di prendere alcuni libri. Non è chiaro se la ferita alla testa fosse effettivamente dovuta a un colpo di pistola. In seguito a questo episodio, nonché per via delle cattive relazioni con i Biberbach (la signora Biberbach in particolare lo descrisse come «orribilmente bugiardo») la sua custodia venne trasferita di nuovo, questa volta al barone von Tucher. Anche quest'ultimo cominciò presto a lamentarsi della mendacità del suo protetto.

### Lord Stanhope
Nel 1831 Hauser venne affidato a un nuovo, entusiasta custode: Lord Stanhope, nobiluomo britannico. Egli non badò a spese nel tentativo di chiarire l'origine di Hauser, e al fine di trovare la verità intraprese anche due viaggi in Ungheria, poiché Hauser pareva ricordare alcune parole in ungherese e aveva a un certo punto dichiarato che la Contessa ungherese Majthényi fosse sua madre. Hauser non mostrò di riconoscere alcun paesaggio o monumento durante questi viaggi.
Il completo fallimento di questi tentativi portò Stanhope a dubitare di Hauser e delle sue affermazioni circa le sue origini, e in un libro pubblicato postumo sostenne di essere stato truffato. Questo non venne perdonato dai sostenitori di Hauser, che descrissero Stanhope come "ambiguo" e motivato da supposte connessioni con la casata di Baden-Baden.
Disilluso, nel dicembre 1831 lasciò Hauser a Ansbach sotto la tutela del preside di scuola Johann Georg Meyer (pur continuando a pagarne le spese, e promettendo che l'avrebbe successivamente portato in Inghilterra).

### Vita ad Ansbach e morte
La convivenza fra il vivace Hauser e il severo Meyer fu da subito difficile. Nel 1832 Hauser trovò impiego come copiatore nell'ufficio legale locale. Hauser non era soddisfatto della situazione e speranzoso che lord Stanhope mantenesse la promessa di portarlo in Inghilterra, nonostante i crescenti litigi con Meyer, che certamente non avrebbe dato al britannico un rapporto favorevole sulla sua condotta.

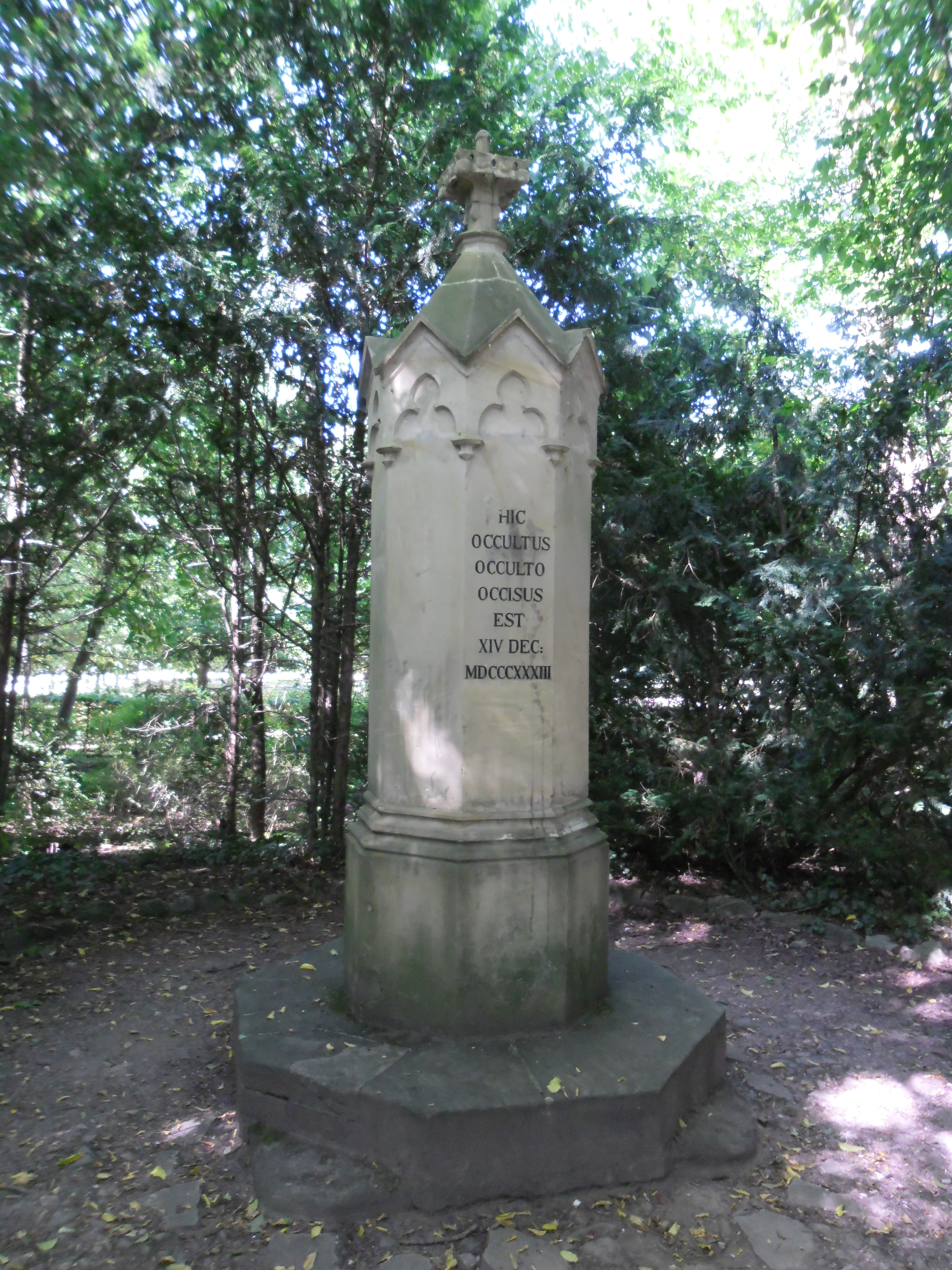
Cippo commemorativo di Kaspar Hauser, posto nel punto in cui venne pugnalato.

Il 14 dicembre 1833, Hauser rincasò con una ferita profonda al pettorale destro. Raccontò di essere stato attirato in un giardino pubblico di Ansbach e pugnalato da uno sconosciuto, che aveva anche lasciato una borsa sul posto. Perlustrato il giardino, la polizia rinvenne una borsetta contenente una lettera scritta a matita, contenente il seguente messaggio in tedesco (scritto in modo speculare):
La ferita si rivelò fatale il 17 dicembre 1833. 
Il tribunale locale, investigando sul caso, rilevò alcune contraddizioni nel racconto di Hauser, ipotizzando infine che Hauser si fosse pugnalato da solo, per poi sostenere di essere stato attaccato.
In lingua originale la nota conteneva infatti errori grammaticali tipici di Hauser, il quale nel suo letto di morte continuò a mormorare incoerentemente riguardo allo «scrivere a matita». Hauser si mostrò molto interessato al fatto che la borsa fosse stata trovata, eppure una volta avuta conferma non chiese mai quale fosse il contenuto. La lettera era infine piegata in una inusuale forma triangolare che Hauser stesso era noto usare per le sue lettere. Gli esaminatori forensi dell'epoca confermarono che la ferita potesse essere auto-inflitta (studi più moderni confermano che questo è possibile, ma non certo). Gli scettici teorizzano che Hauser intendesse inscenare un attentato per ravvivare l'interesse del pubblico e spingere lord Stanhope a portarlo finalmente in Inghilterra, finendo però per pugnalarsi in modo più grave del previsto. Per i sostenitori, questa è invece il culmine del precedente attentato.

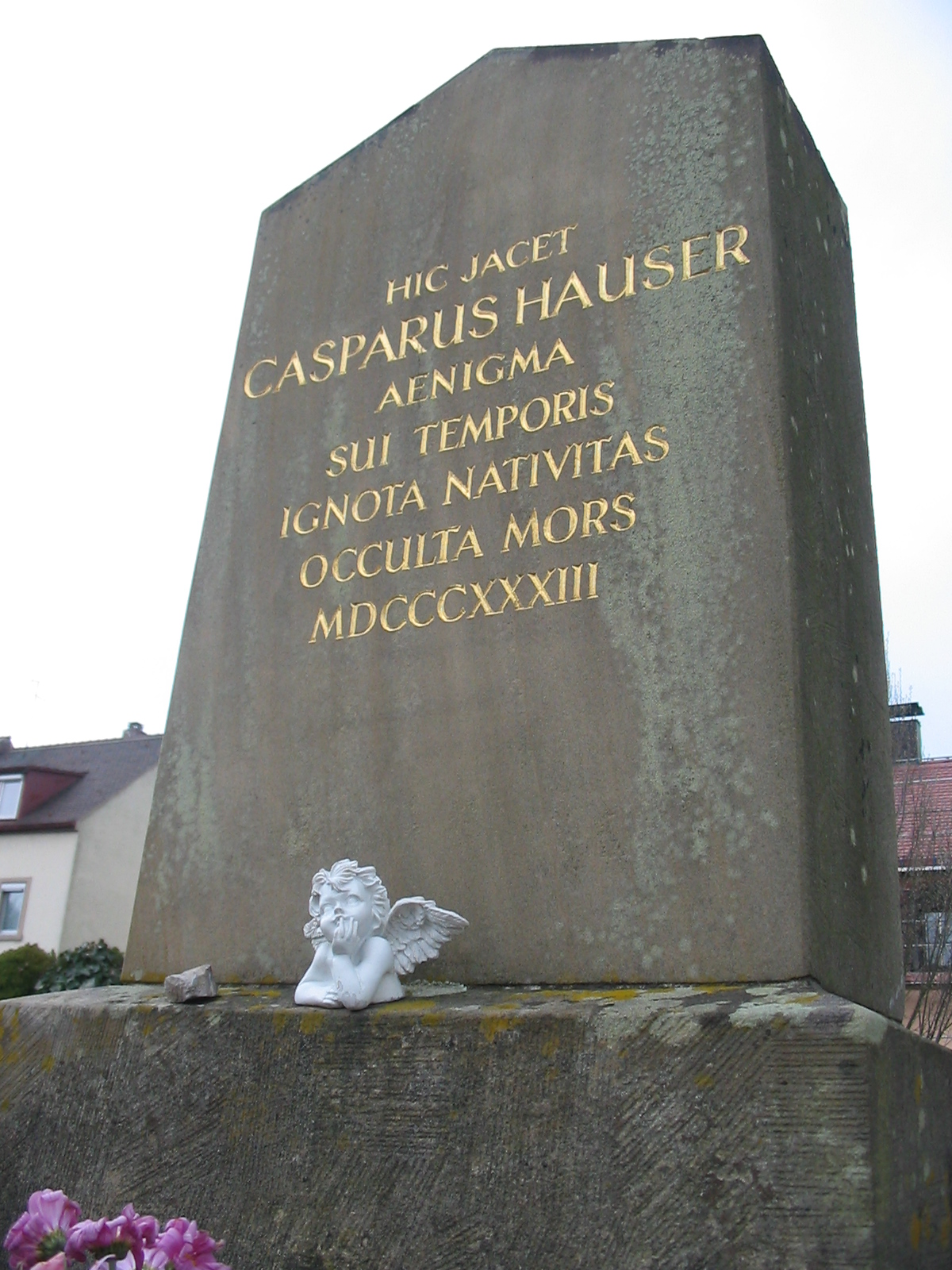
La lapide di Kaspar Hauser

Fu sepolto nel cimitero della cittadina bavarese. Oggi si arriva alla tomba seguendo un percorso segnalato. Sulla sua lapide si legge:

Nei giardini dove fu accoltellato fu eretto un monumento alla sua memoria, con una lapide che recita: 

## Teorie e interpretazioni

### Principe del Baden
Teorie secondo le quali Hauser sarebbe stato un ragazzo di nobili natali rimasto vittima di intrighi dinastici presero piede quasi immediatamente.
Secondo la storia ufficiale, il principe del Baden morì infante il 16 ottobre 1812. Secondo questa teoria invece il vero principe sarebbe stato Hauser, scambiato con un bambino morente in un intrigo dinastico. Hauser sarebbe stato quindi figlio del granduca di Baden e di Stéphanie de Beauharnais. Del supposto intrigo avrebbero beneficiato lo zio Louis e il fratellastro Leopold, in quanto il granduca sarebbe rimasto privo di eredi maschi dopo la morte simulata di Hauser, facendo passare l'eredità prima a Louis e poi a Leopold. La contessa di Hochberg, madre di Leopold, viene in genere presentata come colpevole nell'intrigo. 
Pur rimanendo fino ad oggi popolare, questa teoria ha problemi oggettivi che vennero esposti principalmente da Otto Mittelstädt. Egli fu in grado di scovare documenti ufficiali che mostrano il battesimo d'emergenza, l'autopsia e la sepoltura del principe. Andrew Lang riassunse così i risultati di Mittelstädt:
«Anche se è vero che la granduchessa fu troppo malata per vedere di persona il suo figlio morto, il fatto rimane che esso deve essere stato visto da morto dal padre, dalla nonna, dalla zia, per non parlare dei dieci medici di corte, le infermiere e altri, ed è assurdo credere senza prova alcuna che tutti loro fossero complici [della duchessa di Hochberg]».
Ancora più decisa è la critica dello storico Fritz Trautz, secondo cui «La sciocca favola […] fu completamente confutata dal libro di Otto Mittelstädt». Sono riemerse nel 1951 le lettere della madre del granduca, che descrivono in dettaglio la nascita, la malattia e la morte del bambino, rendendo ancora più improbabile la teoria dello scambio di bambini.
Ci furono alcuni tentativi di provare o confutare questa teoria tramite moderne tecniche di analisi del DNA (limitate dal fatto che non si può provare con certezza che un determinato campione sia veramente proveniente da Hauser). Nel 2002, l'Università di Münster utilizzò capelli ottenuti da oggetti attribuiti a Kaspar Hauser, un tentativo promettente visto che sei campioni si rivelarono appartenere allo stesso individuo, e quindi probabilmente Hauser. Il DNA di questi venne comparato a quello di Astrid von Medinger, discendente in linea femminile di Stéphanie de Beauharnais: le sequenze di DNA mitocondriale si rivelarono differenti, ma non tanto da escludere un'origine comune e una seguente mutazione; per contro, il pattern osservato è comune nella popolazione germanica.
Una nuova analisi del DNA mitocondriale effettuata nel 2024, conferma l'estraneità di Kaspar Hauser con Stéphanie de Beauharnais.
La casata di Baden non ha mai acconsentito all'esame dei resti di Stéphanie de Beauharnais o del bambino sepolto con lei.

### Aspetti esoterici
Il personaggio di Kaspar Hauser non ha mai cessato di affascinare il pubblico e ha pervaso il romanticismo tedesco di fine Ottocento.
Rudolf Steiner ha parlato di questa figura, rileggendola in chiave di sacrificio cristiano: «L'individualità che è stata chiamata a celarsi sotto il velo di Kaspar Hauser è un essere che ha esercitato un'azione ispiratrice sulle attività dei Rosacroce fin dall'inizio e che, in seguito, si è incarnato il 29 settembre 1812 come figlio del granduca Karl di Baden. Egli aveva un'importante missione da compiere nel quadro del Cristianesimo esoterico».
Secondo Steiner l'individualità di Kaspar Hauser avrebbe dovuto impedire la decadenza dello spirito del tempo (Zeitgeist) romantico in quello del decadentismo, permettendo così al cristianesimo esoterico di divenire la forma di spiritualità maggioritaria dei paesi occidentali.
Al di là di queste disquisizioni è interessante ricordare come, dopo tre giorni di agonia, Kaspar morì pronunciando la frase: «Il mostro è divenuto troppo grande per me».

### Citazioni letterarie
In uno dei suoi libri di maggior successo "Città di vetro", ambientato a New York, lo scrittore americano Paul Auster cita Kaspar Hauser, trattando le conseguenze dell'isolamento dalla società sul linguaggio umano: "Kaspar Hauser fece la sua comparsa a Norimberga in un pomeriggio del 1828, paludato in un bizzarro costume e incapace di emettere qualunque suono intelligibile. Sapeva scrivere il proprio nome, ma sotto ogni altro aspetto si comportava come un bambino piccolo. Adottato dalla città e affidato alle cure di un insegnante locale, passava i suoi giorni seduto sul pavimento a giocare con cavallini di latta e mangiava solo pane e acqua. Ciò nonostante Kaspar si evolvette. Divenne un eccellente cavallerizzo; ossessivamente ordinato, sviluppò una passione per i colori bianco e rosso e diede prova di memoria straordinaria, specie per i nomi e le facce. Tuttavia, preferiva restare al chiuso ed evitava la luce del sole e non mostrò mai alcun interesse per il sesso o il denaro. Grazie al graduale ripresentarsi di sprazzi del suo passato, Kaspar riuscì a ricordare di aver trascorso anni sul pavimento di una stanza buia, nutrito da un uomo che non gli aveva mai parlato e che non si era mai fatto da lui vedere (...)" (Milano, Edizioni Anabasi, 1985, pag.45).

## Nella cultura di massa
Su di lui sono stati scritti più di 8.000 libri e 23.000 articoli e sono stati realizzati alcuni film, tra cui Kaspar Hauser di Kurt Matull del 1915, L'enigma di Kaspar Hauser di Werner Herzog del 1974, Kaspar Hauser di Peter Sehr del 1993, La leggenda di Kaspar Hauser di Davide Manuli del 2012 (liberamente ispirato alla vicenda), e numerose pièce teatrali.